# Enno Hesse
Enno Hesse (* 25. August 1982 in Hamburg) ist ein deutscher Schauspieler.

## Leben
Schon als Kind machte er die ersten Schritte in der Medienbranche als Fotomodell für den Otto-Katalog und als Synchronsprecher.
In den Computerspielen zur TKKG-Hörspielserie sprach er Willi „Klößchen“ Sauerlich. Ab 1995 spielte Hesse in Fernsehproduktionen und Spielfilmen, darunter Stubbe und die andere Frau, Bella Block und Der Untergang.
Für seine Leistung in den Filmen Auf ewig und einen Tag und Arnies Welt wurde er 2007 mit dem Günter-Strack-Fernsehpreis als bester Nachwuchsdarsteller ausgezeichnet. Sein Handwerk lernte Enno Hesse durch regelmäßigen Unterricht bei Hermann Killmeyer in Hamburg. Danach absolvierte Hesse eine englischsprachige Schauspielausbildung  bei Dominique De Fazio in Rom, die er 2016 beendete. 2017 spielte er im Kinofilm Abgeschnitten neben Moritz Bleibtreu. 2018 übernahm er die Hauptrolle „Piet“ im Kinofilm Fisch für die Geisel.
Seit der Spielzeit 2021/2022 ist Enno Hesse als Regieassistent am Staatstheater Meiningen beschäftigt. Seinen Hauptwohnsitz hat er seit 2021 in Meiningen.

## Auszeichnungen
- 2007 Günter-Strack-Fernsehpreis

## Filmografie
- 1996: Stubbe – Von Fall zu Fall – Stubbe und die andere Frau (Fernsehreihe)
- 1997: Neues vom Süderhof (Fernsehserie, Folge Peggy und die Öko-Freaks)
- 1998: Heimatgeschichten (Fernsehserie, Folge Mach mal Pause)
- 1999: Gegen den Wind (Fernsehserie, Folge Springflut)
- 1999–2005: Großstadtrevier (Fernsehserie, verschiedene Rollen, 3 Folgen)
- 2000: Teuflischer Engel
- 2001: Love Trip
- 2002: Stahlnetz (Fernsehserie, Folge PSI)
- 2002: Der Ermittler (Fernsehserie, Folge Väter und Söhne)
- 2003: Die Pfefferkörner (Fernsehserie, Folge Der Zeuge)
- 2002: Bella Block: Kurschatten (Fernsehreihe)
- 2003: Königskinder
- 2003: Unser Charly (Fernsehserie, Folge Vermisst)
- 2003, 2007: Die Rettungsflieger (Fernsehserie, verschiedene Rollen, 2 Folgen)
- 2004: Einmal Bulle, immer Bulle (Fernsehserie, 6 Folgen)
- 2004: Der Untergang (Kino)
- 2004: Das Duo – Falsche Träume (Fernsehreihe)
- 2004–2014: SOKO Köln (Fernsehserie, verschiedene Rollen, 3 Folgen)
- 2005: Liebe wie am ersten Tag
- 2005: Arnies Welt
- 2005–2015: SOKO Wismar (Fernsehserie, verschiedene Rollen, 3 Folgen)
- 2006: Doppelter Einsatz – Ein mörderischer Spaß (Fernsehreihe)
- 2006: Auf ewig und einen Tag
- 2007: Krimi.de (Fernsehserie, Folge Netzpiraten)
- 2007: Post Mortem – Beweise sind unsterblich (Fernsehserie, Folge Das Geständnis)
- 2007: KDD – Kriminaldauerdienst (Fernsehserie, Folge Auf schmalem Grat)
- 2007: Notruf Hafenkante (Fernsehserie, Folge Fremde Tochter)
- 2007: Wilsberg – Die Wiedertäufer (Fernsehreihe)
- 2007: R. I. S. – Die Sprache der Toten (Fernsehserie, Folge Tödliche Grüsse)
- 2007: Wenn Liebe doch so einfach wär’
- 2007: Tatort – Der Tote vom Straßenrand (Fernsehreihe)
- 2008: Mord mit Aussicht (Fernsehserie, Folge Marienfeuer)
- 2008: Die Gerichtsmedizinerin (Fernsehserie, Folge Jenny)
- 2008: Die Anwälte (Fernsehserie, Folge Professionelle Distanz)
- 2008: Kommissar Stolberg (Fernsehserie, Folge Blutgrätsche)
- 2008, 2011: Küstenwache (Fernsehserie, verschiedene Rollen, 2 Folgen)
- 2008: Ein starkes Team – Hungrige Seelen (Fernsehreihe)
- 2008: Tatort – Auf der Sonnenseite
- 2009: Alarm für Cobra 11 – Die Autobahnpolizei (Fernsehserie, Folge Genies unter sich)
- 2009: Der Landarzt (Fernsehserie, Folge Gnade vor Recht)
- 2009: Schlaflos
- 2009: Marie Brand und die Nacht der Vergeltung (Fernsehreihe)
- 2009–2018: Der Staatsanwalt (Fernsehserie, verschiedene Rollen, 4 Folgen)
- 2010: Der Alte (Fernsehserie, Folge Muttertag)
- 2010: Liebe am Fjord – Der Gesang des Windes (Fernsehreihe)
- 2010: SOKO Stuttgart (Fernsehserie, Folge Tod im Wasser)
- 2010: Tatort – Tod auf dem Rhein
- 2011: SOKO Leipzig (Fernsehserie, Folge Schlecht beraten)
- 2012: Ein starkes Team – Schöner Wohnen
- 2013: Ein Fall für zwei (Fernsehserie, Folge Blind Date)
- 2013: Die Chefin (Fernsehserie, Folge Wahrheiten)
- 2013: Tore tanzt (Kino)
- 2013: Kripo Holstein – Mord und Meer (Fernsehserie, Folge Todesengel in weiß)
- 2014: Familie Dr. Kleist (Fernsehserie, Folge Wunden)
- 2014: Letzte Spur Berlin (Fernsehserie, Folge Machtspiele)
- 2014: Dr. Klein (Fernsehserie, Folge Inseln)
- 2016: Prinz Himmelblau und Fee Lupine
- 2016: Das Mädchen aus dem Totenmoor
- 2017: Tatort – Land in dieser Zeit
- 2018: In aller Freundschaft – Die jungen Ärzte (Fernsehserie, Folge Rettung)
- 2018: In aller Freundschaft (Fernsehserie, Folge Alle guten Geister)
- 2018: Abgeschnitten
- 2018: Fisch für die Geisel
- 2019, 2020: SOKO Stuttgart (Fernsehserie, Folgen Tod im Wasser, Ruhe in Frieden)
- 2019: WaPo Bodensee (Fernsehserie, Folge Morgenlicht)

## Hörspiele
- 2013: Karlheinz Koinegg: Robin, der Reimer – Regie: Angeli Backhausen (WDR)